# Октавия Сен Лоран
Октавия Сен Лоран Мизрахи (англ. Octavia St. Laurent Mizrahi; 16 марта 1964 — 17 мая 2009) — американская трансгендерная женщина, ставшая известной благодаря съёмкам в документальном фильме «Париж горит» (1990).

## Карьера
Октавия была талантливой и эмоциональной певицей, имевшей достаточное количество оригинального материала, когда она начала сотрудничать с Грегом Филдом (Хартфорд, Коннектикут). В 2005 году, после нескольких пробных импровизационных сессий, Филд заинтересовался в записи Октавии на студии звукозаписи, но проект был прерван, когда Филд уехал в Исландию для выступлений в пиано-барах (piano bars) на неопределенный период. В конечном счете запись не была завершена.
Своим кумиром Октавия считала американскую супермодель Полину Поризкову.
Когда вышел документальный ЛГБТ фильм Вольфганга Буша «Как я выгляжу?», Октавия использовала имя Небесный Ангел Октавия Сен Лоран Маноло Бланик (Heavenly Angel Octavia St. Laurent Manolo Blahnik). В фильме она обсуждала употребление наркотиков, проституцию и борьбу со СПИДом.

## Смерть
Октавия скончалась 17 мая 2009 года после продолжительной борьбы с раком.

## Фильмография
| Год  | Название                                        | Роль                 | Заметки        |
| ---- | ----------------------------------------------- | -------------------- | -------------- |
| 1990 | Париж горит                                     | камео                | документальный |
| 1993 | Святой из Форта Вашингтон                       | проститутка в машине |                |
| 1993 | Octavia Saint Laurent: Queen of the Underground | камео                | документальный |
| 2006 | Как я выгляжу?                                  | камео                | документальный |

## Память
Октавии Сен Лоран был посвящен сингл «Be somebody» (House of Wallenberg, Petter Wallenberg). В сингле рефреном повторяется фраза «I want to be somebody. I mean I am somebody, I just want to be a rich somebody», которая и дала название песне. Эта фраза была произнесена Октавией в фильме «Париж горит». В память об Октавии к синглу было снято видео, в котором приняли участие члены таких известных вог-домов как House of Ninja, House of Milan и House of Evisu. Цитата Октавии «У геев есть права, у лесбиянок есть права, у мужчин и женщин есть права, даже у животных есть права. Как много таких как мы должны умереть, прежде чем общество осознает, что мы не расходный материал?» была приведена в титрах к 4 серии 2 сезона сериала «Поза».